# Chaouen (épave)
Cet article concerne l'épave à Marseille. Pour la ville au Maroc, voir Chefchaouen.
Le Chaouen est une épave de cargo échoué en 1970 près de l'île de Planier. C'est l'une des épaves les plus connues de Marseille.

## Histoire
Le Chaouen est lancé en 1961 à Travemünde en Allemagne par la Compagnie nationale marocaine, il assure la ligne Marseille - Casablanca et est affecté au transport des agrumes.

## Naufrage
Le 21 février 1970, le Chaouen transporte 640 tonnes d’oranges de Casablanca vers Marseille. Le capitaine a déjà prévenu le port de l'arrivée de son navire quand, vers 22 h 30 il heurte un haut fond, le sec dit de La Pierre à la Bague. Après plusieurs tentatives de sauvetage et à cause du temps forcissant, le capitaine est contraint d'ordonner l'abandon du navire qui coulera le lendemain après-midi.
La proue restera émergée durant environ 15 ans mais les tempêtes successives font sombrer petit à petit le Chaouen vers le fond. Son point le plus haut est situé à environ 6 m de fond en 2010.

## Plongée
- Coordonnées : 43° 11′ 55″ N, 5° 13′ 42″ E

- Profondeur mini : 10 m
- Profondeur maxi : 33 m
- Points d'intérêt de l'épave : ancre à 6 m, hélice au sable, mât, superstructures, ambiance.

C'est une des rares épaves accessibles dans la zone pour un plongeur niveau I. Il est aussi possible de visiter l'épave d'un avion Messerschmitt Bf 109 avant de finir sur le Chaouen.
Depuis l'hiver 2019-2020, l'épave a subi de lourds dégâts. Le haut a glissé de 10 à 15 m et les superstructures se sont effondrés en partie sur le sable.

## Sources
- 80 épaves à Marseille et dans sa région, Éditions Gap, novembre 2005 (ISBN 978-2741702900)
- 100 belles plongées à Marseille et dans sa région, Éditions Gap, juin 2005 (ISBN 978-2741703068)
- « Le Chaouen », sur scubaspot.free.fr (consulté le 27 août 2010)